# Comité Olímpico de China Taipéi

La bandera Olímpíca de China Taipéi.

El Comité Olímpico de China Taipei (CTOC, código del COI: TPE; en chino tradicional, 中華奧林匹克委員會; literalmente, ‘Comité Olímpico Chino’) es el Comité olímpico nacional representante de la República de China (Taiwán).

## Historia
La Federación Atlética Amateur Nacional de China (中華業餘運動聯合會) fue fundada el 3 de abril de 1922. Más tarde, en ese mismo año, el Comité Olímpico Internacional reconoció la fundación como el "Comité Olímpico Chino" (中國奧林匹克委員會). En 1924, Wang Jheng-ting (王正廷), el presidente del comité, fue elegido miembro del Comité Olímpico Internacional durante la 22 sesión del Comité, organizada en París.

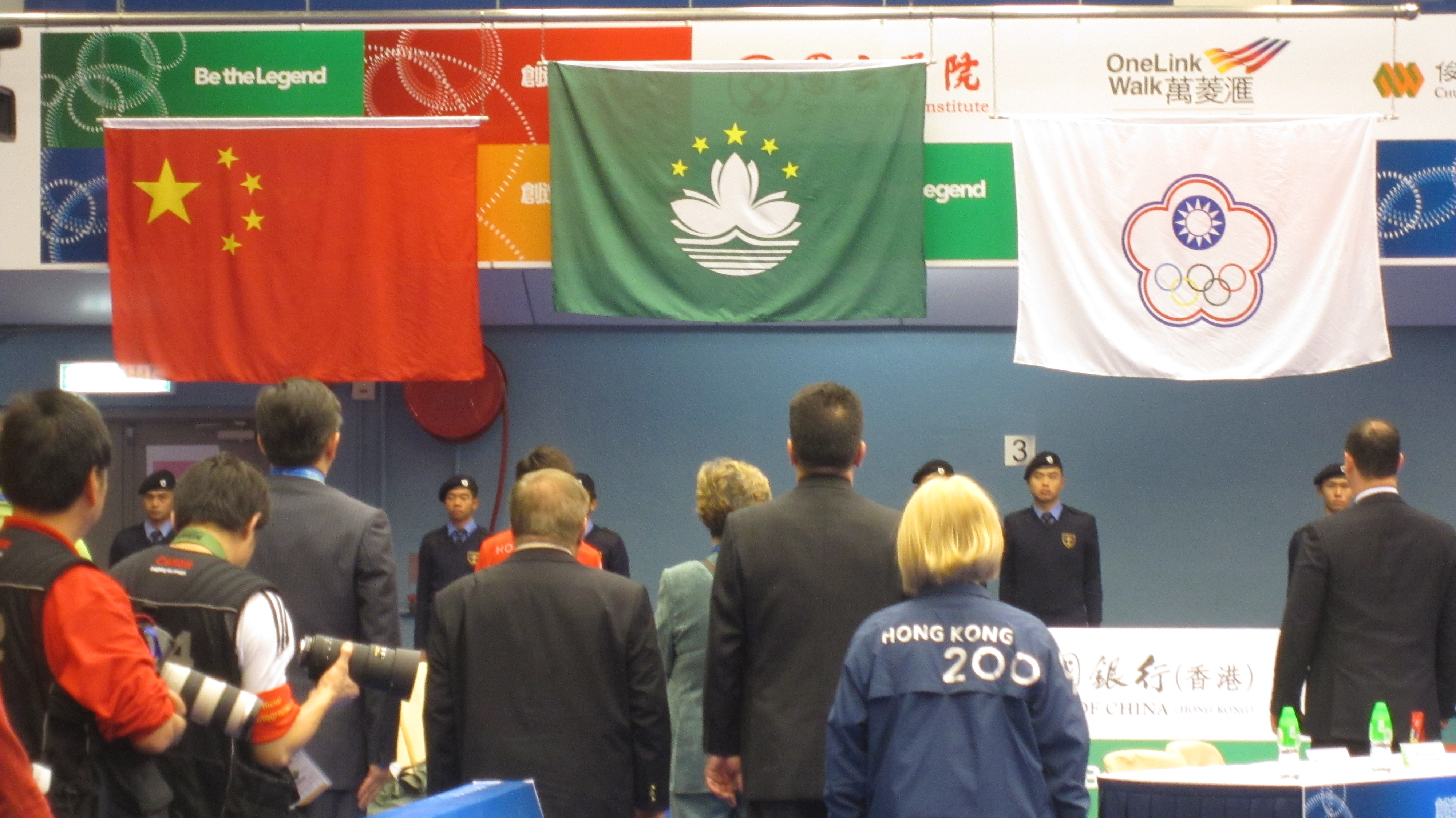
Izamiento de las banderas de China, de Macao y China Taipéi durante los Juegos de Asia del Este 2009 organizados en Hong Kong

La federación asistió a la apertura de los Juegos Olímpicos de París 1924, pero no participó en ningún evento. Lo mismo sucedería en los Juegos Olímpicos de Ámsterdam 1928. En los Juegos Olímpicos de Los Ángeles 1932, la federación utilizó el nombre "China", y envió un solo atleta, Liu Changchun, quien compitió en carrera de velocidad.
Tras el fin de la guerra civil china, 19 de los 26 miembros de la federación abandonaron China continental y se reorganizaron en la Isla de Taiwán. La sede central de la federación se relocalizó de Nankín a Taipéi, y, con la aprobación del Comité Olímpico Internacional, la federación fue renombrada "Comité Olímpico Chino, Federación Atlética Amateur Nacional".
Durante los Juegos Olímpicos de Helsinki 1952, el Comité Olímpico Internacional invitó tanto al Comité Olímpico Chino como al Comité Taiwanés, pero este último decidió no participar ya que estaba listado como "China (Formosa)". El Comité Internacional informó a la federación que al no controlar la China Continental, ya no podía seguir usando el título de "China", y que solo se permitiría participar con otro nombre. En el mismo comunicado, el Comité Internacional declaraba que no era de su incumbencia "participar en visiones o discusiones políticas". El ejecutivo declaró que el Comité Olímpico Nacional debería considerarse según su propia jurisdicción local, pero que debe tener jurisdicción sobre su gobierno. Por lo tanto, la federación fue renombrada como el Comité Olímpico de la República de China (ROCOC según sus siglas en inglés; 中華民國奧林匹克委員會 en chino) el 1 de enero de 1960, y el nombre fue aprobado por el Comité Internacional en la década de los 60. El comité accedió a ser nombrado Taiwán, mientras se le permita utilizar las siglas ROC en la indumentaria.
El primer medallista olímpico de la historia del país fue el atleta taiwanés Yang Chuan-Kwang, quien ganó la medalla de plata en la competencia de decatlón durante los Juegos Olímpicos de Roma 1960.
Desde 1971, el Comité Olímpico de la China Continental intento de diversas formas rechazar la membresía de Taiwán desde que la República Popular de China se convirtió en miembro de las Naciones Unidas. Por ejemplo, en 1971, el gobierno canadiense anunció que no permitiría competir a los atletas taiwaneses en los Juegos Olímpicos de Montreal 1976 ya que reconocía al gobierno de la República Popular como el gobierno legítimo de China.
El Comité Olímpico Estadounidense trato de resolver las diferencias entre el Comité Olímpico Chino y el Taiwanés durante la 81 sesión del comité organizada en Montevideo, ya que los Estados Unidos rompió relaciones con la República de China en 1979. El Comité Taiwanés fue obligado a abandonar el uso de la bandera de la República de China y su himno nacional durante las ceremonias tras una votación del Comité Internacional llevada a cabo en Nagoya.
El Comité fue renombrado como Comité Olímpico de China Taipéi (中華奧林匹克委員會) el 23 de marzo de 1981, tras un acuerdo con el Comité Internacional en Lausana, firmado por Shen Jia-ming (un delegado del comité taiwanés) y Juan Antonio Samaranch, el entonces presidente del Comité Internacional. El acuerdo establecía que el nombre de la delegación sería China Taipéi (中華臺北), que su emblema y bandera sería el emblema del comité junto a los anillos olímpicos, y que su código en el directorio del Comité Internacional sería TPE. El Comité compitió por primera vez bajo esta designación en los Juegos Olímpicos de Sarajevo 1984.

## Simbología
La forma de la periferia en la bandera del Comité se asemeja a una Ciruela china, la Flor Nacional de la República de China, y contiene el Emblema Nacional de la República de China.
Debido al acuerdo firmado en 1981, en vez de utilizar el Himno nacional de la República de China, se utiliza la Canción Nacional de la Bandera. La letra de la canción ha sido modificada para que represente los valores del olimpismo, pero no es utilizada diariamente en Taiwán.

## Lista de presidentes
La siguiente es una lista de personas que ejercieron el cargo de presidente del comité. 
|    | Nombre en castellano | Nombre en chino | En funciones | Detalles                           |
| -- | -------------------- | --------------- | ------------ | ---------------------------------- |
| 1  | Wang Zhengting       | 王正廷          | 1922 1954    |                                    |
| 2  | Hao Geng-sheng       | 郝更生          | 1954 - 1956  | Cofundador de los Juegos Asiáticos |
| 3  | Chou Chih-jou        | 周至柔          | 1956 - 1957  |                                    |
| 4  | Jack C. K. Teng      | 鄧傳楷          | 1957 - 1962  |                                    |
| 5  | Yang Sen             | 楊森            | 1962 - 1973  |                                    |
| 6  | Henry Hsu            | 徐亨            | 1973 - 1974  |                                    |
| 7  | Shen Chia-ming       | 沈家銘          | 1974 - 1982  |                                    |
| 8  | Cheng Wei-yuan       | 鄭為元          | 1982 - 1987  |                                    |
| 9  | Chang Feng-hsu       | 張豐緒          | 1987 - 1998  |                                    |
| 10 | Huang Ta-chou        | 黃大洲          | 1998 - 2006  |                                    |
| 11 | Thomas Tsai          | 蔡辰威          | 2006 - 2013  |                                    |
| 12 | Lin Hong-dow         | 林鴻道          | 2013 -       | En funciones                       |